# アダム・ル・フォンドル
グレンヴィル・アダム・ジェームズ・ル・フォンドル（Glenville Adam James le Fondre、1986年12月2日 - ）は、イングランド・ストックポート出身のプロサッカー選手。ハイバーニアンFC所属。ポジションはフォワード。

## 経歴

### クラブ
地元クラブのストックポート・カウンティFCでプロキャリアをスタート。デビューから数年は下位リーグのクラブを転々とした。2009-10シーズンから加入したリーグ2のロザラム・ユナイテッドFCでは初年度から主力に定着しゴールを量産、得点ランク2位の27ゴールを挙げ年間ベストイレブンに選ばれた。
2011年8月、チャンピオンシップのレディングFCに移籍。移籍金は35万ポンド。レディングでもすぐにレギュラーを獲得し、リーグ優勝とプレミアリーグ昇格に貢献した。自身初のトップリーグ挑戦となった翌シーズンも引き続き主力を担い、2013年1月には5ゴールを挙げ月間MVPに選ばれた。しかしチームは19位でシーズンを終え1年でチャンピオンシップに戻った。
2014年5月28日、カーディフ・シティFCに3年契約で移籍。

## 人物
父方の祖父はフランス人。マンチェスター・ユナイテッドFCのファンであることを公言しており、エリック・カントナとオーレ・グンナー・スールシャールがあこがれの存在だと語っている。

## タイトル
レディング
- フットボールリーグ・チャンピオンシップ: 2011–12

シドニーFC
- Aリーグ・メン: 2018-19, 2019-20

ムンバイ・シティ
- インディアン・スーパーリーグ: 2020-21

個人
- リーグ2年間ベストイレブン: 2009-10
- プレミアリーグ月間MVP:  2013年1月[3]